# György Sándor
György Sándor (ur. 21 września 1912 w Budapeszcie, zm. 9 grudnia 2005 w Nowym Jorku) – amerykański pianista i pedagog węgierskiego pochodzenia.
Studiował na Akademii im. Ferenca Liszta w Budapeszcie u Béli Bartóka i Zoltána Kodálya. W 1930 debiutował jako pianista, w latach 30. koncertował w wielu krajach. W 1939 wystąpił po raz pierwszy w Carnegie Hall w Nowym Jorku. W Stanach Zjednoczonych pozostał na stałe, przyjmując w 1943 amerykańskie obywatelstwo.
Od czasu swoich studiów przyjaźnił się z Bartókiem. W 1945 był jednym z nielicznych uczestników pogrzebu kompozytora. Zyskał sławę jako wykonawca utworów Bartóka, m.in. światowej premiery trzeciego koncertu fortepianowego (1946). Po II wojnie światowej kontynuował koncerty, wykonując głównie utwory kompozytorów rosyjskich i węgierskich. Nagrał wszystkie utwory Bartóka, Kodálya i Siergieja Prokofjewa. Znany był również z interpretacji dzieł Samuela Barbera, Lukasa Fossa i Leonarda Bernsteina.
Był wykładowcą w Southern Methodist University w Dallas (1956–1961), University of Michigan w Ann Arbor (1961–1981), a od 1982 w Juilliard School w Nowym Jorku. Opublikował podręcznik On Piano Playing (1981), wydany w Polsce pod tytułem O grze na fortepianie (1994). Pracował także nad książką o Bartóku i jego muzyce.
Był żonaty z Christą Satzgár de Balvanyós, rozwiedzioną z arcyksięciem austriackim Karlem Piusem. Miał z tego związku (zawartego w 1950 i zakończonego rozwodem) syna Michaela.